# Alianța Rebelilor
Alianța pentru restabilirea Republicii (sau Alianța Rebelilor, sau pur și simplu Rebeliunea) este o republică interstelară de facțiuni revoluționare și de sisteme stelare clandestine în universul fictiv Războiul stelelor.
Ca reacție directă la formarea Imperiului Galactic, insurgența Alianței a efectuat operațiuni ascunse asupra lumilor garnizoane imperiale și războaie de gherilă împotriva flotei imperiale în toată galaxia Star Wars. În timp ce Imperiul consideră că toate rebeliunile sunt acte de extremism și terorism în propaganda sa imperială, Alianța este descrisă și prezentată în diverse producții Războiul Stelelor ca o luptătoare pentru libertate, bazată pe toleranță, diversitate, arme și tactici de insurgență și ca o speranță pentru un viitor mai bun.
Alianța Rebelilor a fost prezentată pentru prima dată ca principala fracțiune protagonistă în filmul Războiul stelelor - Episodul V: Imperiul contraatacă (1980) și Războiul stelelor - Episodul VI: Întoarcerea lui Jedi (1983). Originile fracțiunii au fost menționate în Războiul stelelor - Episodul III: Răzbunarea Sith (2005), iar activitățile sale timpurii sunt prezentate în serialul de televiziune Disney XD Star Wars Rebels și în filmul antologic din 2016 Rogue One.
Alianta a fost fondată de senatorii Mon Mothma, Bail Organa și Padmé Amidala.

## Legături externe
- Rebel Alliance pe Enciclopedia Oficială StarWars.com
- Rebel Alliance la Wookieepedia: un wiki Războiul stelelor